# Arteria phrenica inferior

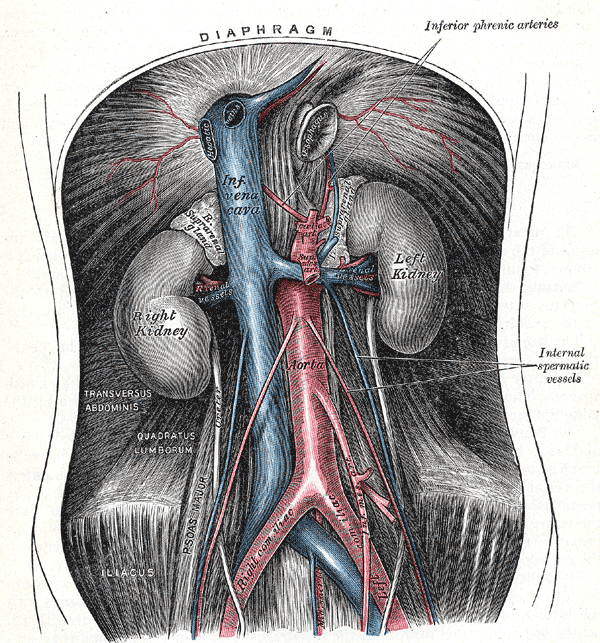
Äste der Aorta und der unteren Hohlvene

Die Arteria phrenica inferior (lat. für ‚untere Zwerchfellarterie‘) – in der Tieranatomie als Arteria phrenica caudalis bezeichnet – ist eine Schlagader der Bauchhöhle. Sie entspringt als paariges Gefäß aus der Aorta, unmittelbar nach deren Durchtritt durch das Zwerchfell, manchmal auch aus dem Truncus coeliacus. Anschließend zieht sie zurück in Richtung Zwerchfell. Die rechte Arteria phrenica inferior verläuft dabei hinter der unteren Hohlvene (Vena cava inferior), die linke medial an der linken Nebenniere und seitlich der Speiseröhre. Anschließend verzweigen sich die Gefäße im Zwerchfell und versorgen dieses.
Aus der Arteria phrenica inferior entspringen noch mehrere kleine Arteriae suprarenales superiores zur gleichseitigen Nebenniere. Die rechte Arteria phrenica inferior gibt darüber hinaus noch feine Zweige an die Wand der unteren Hohlvene sowie zur Leber und zur Bauchspeicheldrüse ab, die linke an Speiseröhre und Milz.